# 1.ª Divisão de Montanha (Alemanha)
A 1ª Divisão de Montanha (em alemão: 1. Gebirgs Division) foi uma divisão do Exército Alemão (Wehrmacht) durante a Segunda Guerra Mundial, especializada em operações de montanha e condições adversas. Foi renomeada para 1ª Volksgebirgs-Division em março de 1945.
Participou da Invasão da Polônia em 1939, da Batalha da França, da Invasão da Iugoslávia,da Operação Barbarossa, da Invasão do Cáucaso e da defesa dos Balcãs.

## Histórico
A 1ª Divisão de Montanha foi criado em 9 de Abril de 1938 a partir da  "Gebirgs-Brigade",, recebendo o nome de 1ª Gebirgsjäger-Division, seu quartel estava localizado em Garmisch-Partenkirchen, sua formação incluía, basicamente membros de origem bávara e austríaca.
Tal formação originava-se basicamente na tradição de tropas alpinas austríacas, alemães e italianas que já existiam naquela época. Ao acabar a Primeira Guerra Mundial, a República de Weimar, manteve uma pequena base como fonte para formação de uma futura força de combate, cuja especialidade seria montanhas.
Comandantes:
- General de Tropas de Montanha - Ludwig Kübler (1 de Setembro de 1939 - 25 de Outubro de 1940)
- General de Tropas de Montanha - Hubert Lanz (25 de Outubro de 1940 - 1 de Janeiro de 1942)
- General de Artilharia - Robert Martinek (1 de Janeiro de 1942 - 1 de Dezembro de 1942)
- Tenente General - Walter Stettner Ritter von Grabenhofen (1 de Dezembro de 1942 - 10 de Outubro de 1944)
- Tenente General - Josef Kübler (10 de Outubro de 1944 - 10 Março de 1945)
- Tenente General - August Wittmann (10 de Março de 1945 - 8 de Maio de 1945)

## Campanhas

### Campanha da Polônia
Participou ativamente da invasão da Polônia como integrante do Grupo de Exércitos Sul (Heeresgruppee Süd), atacando o sul desde a Eslováquia, apoiou a 2ª Divisão de Montanha em seu avanço e depois se dirigiu para o Leste conquistando o Passo de Dukla nos Cárpatos.
Participou de duros combates com forças polonesas durante o cerco a Lvov. Em 21 de Setembro conseguiu capturar a cidade, ponto chave para o avanço do XVIII Corpo de Exército. Estes combates custaram à divisão 600 baixas. Após o cerco a divisão foi obrigada a se retirar da região, visto que, a cidade pertencia a União Soviética, estabelecido pelo pacto de não agressão Alemanha-União Soviética (Pacto Pacto Molotov-Ribbentrop).

### Campanha da França

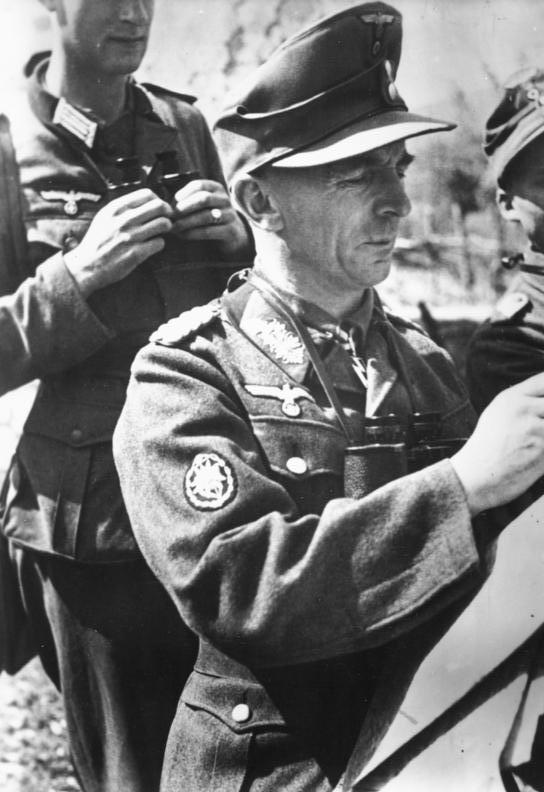
Comandante Generalleutnant Walter Stettner Ritter von Grabenhofen, condecora soldados após a operação anti-partisans -Balcãs (Montenegro, Junho 1943.

Depois da campanha polonesa, a divisão foi transferia para a Frente Ocidental, onde permaneceu na reserva. Na Batalha da França, foi integrada ao 6º Exército, fazendo parte do Grupo de Exércitos B (Armeegruppe B), participando dos combates do Rios Mosa, Aisine e Loire. Após a derrota da França, a divisão permaneceu em Arras a espera de uma possível invasão a Grã-Bretanha, ordem que acabou não se realizando.

### Campanha dos Balcãs
Definido que a operação de invasão a Grã-Bretanha, não seria realizada, o comando da Wehrmacht, definiu a sua transferência para a Áustria, como força de ataque contra a Iugoslávia. Em 9 de abril de 1941, a divisão tomou parte no ataque central, no setor do Rio Davra, atingindo Zagreb em 13 de abril.
A Iugoslávia se rendeu em 21 de abril, retornando a Polônia para rearmamento e aguarda novas ordens. Nesta época os planos de invasão à União Soviética, já se encontravam em estágio avançado..

### Operação Barbarossa
Quando a Operação Barbarossa teve início, a divisão novamente foi colocada sob comando do Grupo de Exércitos do Sul (Heeresgruppe Süd - XVII Corpo de Exército), invadindo novamente a cidade de Lvov em 30 de Junho e conquistando o bolsão de Uman em Setembro de 1941. Em Outubro de 1941, foi incorporada ao 11º Exército e participou da Batalha pela captura de Stalino.
Em novembro daquele ano, foi designada como força componente do 1º Exército Panzer, como base de ataque a Mius até Maio de 1942, quando volta novamente a compor o XI Corpo de Exército na região de Donetsk, como o objetivo de avançar contra os campos petrolíferos do Cáucaso. Nesta ocasião a divisão foi dividida em duas frentes uma sob o comando do Coronel  von Le Suire e outro sob o comando do General Lanz. Conseguiu conquistar o Monte Elbrus, mas devido aos contra-ataques soviéticos, foi obrigada a abandonar as posições e efetuar a retirada do Cáucaso no Outono de 1942.

### Crimes de Guerra
Embora sendo uma divisão extremamente experiente e combativa, também se tornou tristemente famosa por participar de algumas ações contra civis, que a colocaram no ranking dos crimes de guerra.
- Em 06 de Julho de 1943, um destacamento alemão sofreu uma emboscado por parte dos Partisans no Passo Barmash, ao Sudeste da Albânia, sofrendo grandes baixas. Como represália os povoados de Borove e Barmash, foram arrasados.
- Em 25 de Julho de 1943, a divisão atacou o povoado de Mousiotitsas, na Grécia, a procura de um depósito de armas clandestino. Na ação 153 civis foram mortos.
- Em 16 de Agosto de 1943, o povoado de Komeno, foi atacado por ordem do Tenente-Coronel, Josef Salminger, comandante do 98º Regimento de Caçadores de Montanha, e um total 317 civis resultaram mortos.
- Soldados da divisão, também foram acusados de tomar parte no assassinato, de 32 oficiais e 100 soldados italianos da 151ª Divisão de Infantaria Italiana, na Albânia, que se negaram a depor as armas, após o armistício.
- Após o assassinato do Tenente-Coronel Salminger por partisans gregos, o General  Hubert Lanz, ordenou uma série de represálias na região onde o Tenente-Coronel havia sido assassinado, consta que nestas ações aproximandamente 300 civis foram mortos.[4]